# تپه و قبرستان رانه
تپه و قبرستان رانه مربوط به قرون میانه اسلامی است و در شهرستان خرم‌آباد، بخش پاپی، دهستان سپیددشت، ۶۵۰۰ متری شمال غرب روستای گازه واقع شده و این اثر در تاریخ ۸ بهمن ۱۳۸۵ با شمارهٔ ثبت ۱۷۰۲۴ به عنوان یکی از آثار ملی ایران به ثبت رسیده است.